# Gunda Aurich
Gunda Aurich (* 1965 in Sangerhausen) ist eine deutsche Drehbuchautorin, Hörspiel- und Synchronsprecherin sowie Schauspielerin und Regisseurin.

## Leben
Nach dem Abitur studierte Aurich zunächst Schauspiel an der Ernst-Busch-Hochschule in Berlin, wobei sie das Goethe-Stipendium erhielt. Es folgten verschiedene Engagements,   u. a. am Schiller-Theater Berlin, Kölner Schauspielhaus, Maxim-Gorki Theater Berlin und am Schauspielhaus Zürich und wirkte bei Theater-Festivals wie den Wiener Festwochen und den Berliner Festwochen mit. Bekanntheit erlangte sie auch durch ihre Darbietungen als böse und herrische Prinzessin in dem großen DDR-Märchenklassiker Rapunzel oder der Zauber der Tränen (1988) unter der Regie von Ursula Schmenger sowie durch den Fernsehfilm Burning Life (1994).
Sie schreibt Drehbücher für verschiedene Theaterproduktionen speziell für Kinder (u. a. das Dschungelbuch) und betätigt sich im Rahmen verschiedener Fernseh- und Hörspielproduktionen (Die Sendung mit der Maus, König Artus und die Tafelrunde) als Synchronsprecherin. Die ARD-Hörspieldatenbank enthält über 160 Datensätze, in denen sie seit 1990 als Sprecherin geführt ist.
In den 1993 veröffentlichten interaktiven Brettspielen AtmosFear III – Die Hexe und AtmosFear IV – Die Vampirin verkörperte sie die gruseligen Spielleiter, die zu den Spielern spricht.
Für ihre Rolle als Sofie in Sofies Welt, einer Produktion von SWF und MDR, erhielt sie den Hörspielpreis.
Als Regisseurin wirkte sie für Theater- und Opernprojekte u. a. am Landestheater Altenburg, am Schlosstheater im Neuen Palais Potsdam und am Kleist Forum in Frankfurt (Oder). Seit 2010 ist sie Regisseurin am neuen theater Halle.

## Filmographie
- 1988: Rapunzel oder der Zauber der Tränen
- 1994: Burning Life
- 2000: Tangled (Kurzfilm)
- 2012: Was du nicht siehst ... I spy with my little eye